# Municipio de Setomaa
El municipio de Setomaa (estonio: Setomaa vald) es un municipio estonio perteneciente al condado de Võru.

## Localidades (población año 2011)
- Ala-Tsumba 2
- Antkruva 5
- Audjassaare 8
- Beresje 38
- Ermakova 9
- Härmä 6
- Helbi 22
- Hilana 6
- Hilläkeste 5
- Hindsa 8
- Holdi 2
- Ignasõ 6
- Igrise 16
- Jaanimäe 19
- Järvepää 13
- Jõksi 4
- Juusa 5
- Kahkva 49
- Kalatsova 10
- Kangavitsa 6
- Karamsina 2
- Karisilla 62
- Kasakova 3
- Kastamara 1
- Keerba 11
- Kiiova 1
- Kiislova 6
- Kiksova 8
- Kitsõ 3
- Klistina 1
- Koidula 0
- Kolodavitsa 26
- Kolossova 6
- Koorla 3
- Kõõru 9
- Korela 9
- Korski 2
- Kossa 0
- Kostkova 13
- Kremessova 9
- Kriiva 6
- Kuigõ 3
- Kuksina 8
- Küllätüvä 28
- Kundruse 5
- Kusnetsova 3
- Laossina 29
- Leimani 7
- Lepä 10
- Lindsi 6
- Litvina 9
- Lobotka64
- Lütä 5
- Lutepää 6
- Lutja 0
- Lüübnitsa 58
- Määsi 34
- Maaslova 3
- Määsovitsa 13
- Marinova 3
- Martsina 4
- Masluva 1
- Matsuri 24
- Melso 9
- Merekülä 14
- Meremäe 146
- Miikse 34
- Mikitamäe 267
- Miku 6
- Mokra 7
- Napi 7
- Navikõ 6
- Nedsaja 20
- Niitsiku 22
- Obinitsa 135
- Olehkova 9
- Õrsava 5
- Ostrova 1
- Paklova 0
- Palandõ 5
- Palo 0
- Paloveere 5
- Pattina 12
- Pelsi 7
- Perdaku 8
- Pliia 13
- Podmotsa 21
- Poksa 5
- Polovina 13
- Popovitsa 4
- Põrstõ 9
- Pruntova 11
- Puista 7
- Puugnitsa 5
- Rääptsova 0
- Rääsolaane 12
- Raotu 2
- Rokina 14
- Rõsna 51
- Ruutsi 10
- Saabolda 18
- Saagri 9
- Saatse 71
- Samarina 5
- Säpina 14
- Selise 57
- Seretsüvä 3
- Serga 14
- Sesniki 18
- Sirgova 4
- Sulbi 1
- Tääglova 10
- Talka 12
- Tedre 1
- Tepia 4
- Tessova 2
- Teterüvä 3
- Tiastõ 7
- Tiilige 8
- Tiirhanna 13
- Tiklasõ 3
- Tobrova 14
- Tonja 7
- Toodsi 1
- Toomasmäe 63
- Treiali 2
- Treski 70
- Triginä 0
- Tserebi 4
- Tsergondõ 6
- Tsirgu 11
- Tsumba 5
- Tuplova 9
- Tuulova 0
- Ulaskova 18
- Ulitina 17
- Usinitsa 49
- Uusvada 23
- Vaaksaarõ 6
- Vaartsi 4
- Väike-Rõsna 101
- Väiko-Härmä 3
- Väiko-Serga 14
- Varesmäe 13
- Värska 443 p
- Vasla 7
- Vedernika 5
- Velna 19
- Veretinä 3
- Verhulitsa 18
- Vinski 14
- Viro 3
- Võmmorski 16
- Võõpsu 85
- Võpolsova 5
- Voropi 10[1]

(p: pueblo; c: ciudad; el resto son aldeas).